# Grand Plaza I
Grand Plaza I je postmoderní mrakodrap v Chicagu stojící v ulici State Street. Má 57 podlaží a výšku 195 metrů. Byl dokončen v roce 2004 podle společného projektu společností Loewenberg + Associates a OWP&P Architects.